# أنوك فيتر
أنوك فيتر (مواليد 4 فبراير 1993) هي لاعبة ألعاب قوى هولندية متخصصة في مسابقة السباعي، فازت بالميدالية الفضية في السباعي في الألعاب الأولمبية الصيفية 2020. وحصلت فيتر على الميداليتين البرونزية والفضية في هذا الحدث في بطولتي العالم لألعاب القوى 2017 و2022 على التوالي. كما حصلت على الميدالية الذهبية في بطولة أوروبا 2016.
وهي حاملة الرقم القياسي الهولندي في السباعي برصيد 6867 نقطة، وفازت بثمانية ألقاب وطنية (معظمها في القفز الطويل).